# Grande Prêmio da China de 2016
Grande Prêmio da China de 2016 (formalmente denominado 2016 Formula 1 Pirelli Chinese Grand Prix) foi a terceira etapa da temporada de 2016 da Fórmula 1. Foi disputado no dia 17 de abril de 2016 no Circuito Internacional de Xangai.

## Relatório

### Antecedentes
O Antigo Sistema de Classificação
Depois de muita controvérsia e debates entre pilotos, equipes e o comando da Fórmula 1, o martelo está batido. Nesta segunda-feira, o Conselho Mundial de Esporte a Motor da FIA ratificou o retorno ao formato antigo de treino classificatório, usado de 2006 a 2015, que já será usado no GP da China do próximo fim de semana. Após o fracasso do novo sistema "knockout", utilizado nas duas primeiras etapas do ano, as equipes enviaram um pedido unânime a Bernie Ecclestone (chefe dos direitos comerciais da F1) e Jean Todt (presidente da FIA) para a volta ao modelo anterior. Os dirigentes aceitaram o clamor e encaminharam a solicitação para a aprovação do Conselho. Para relembrar, o formato que volta a ser adotado eliminará os seis pilotos mais lentos ao fim das duas primeiras sessões (Q1 e Q2), deixando o Q3 para os dez mais rápidos disputar a pole. Para que a chefia da F1 concordasse em retornar ao sistema de classificação já conhecido, os times se comprometeram a usar o resto da temporada para pensar em novos formatos para os três dias de GPs da F1, que pode ter diferentes modelos de classificação ou até mais de uma corrida por fim de semana.
A Volta de Fernando Alonso
Fernando Alonso está liberado pela equipe médica da FIA para correr o GP da China, o terceiro da temporada 2016 de Fórmula 1. O espanhol, que ficou fora da etapa do Bahrein após o grave acidente que se envolveu em Melbourne, já havia recebido autorização provisória para correr, nesta quinta-feira, mas com a condição de que fosse reavaliado imediatamente após ao primeiro treino livre, na madrugada desta sexta-feira. Após participar da sessão sem problemas, o piloto da McLaren recebeu o “ok” da FIA, que emitiu um comunicado com a decisão. Após um exame feito depois do primeiro treino livre, o delegado médico da FIA, o professor Prof. Jean-Charles Piette, e o chefe da equipe médica do GP da China, professor Shiyi Chen, constataram que Fernando Alonso tem totais condições de participar de todas as sessões restantes do fim de semana. Contudo, o piloto foi informado que no caso de quaisquer sintomas anormais, deve parar o carro imediatamente. No entanto, como o piloto foi liberado, nenhum outro exame será realizado a não ser que o mesmo apresente sintomas anormais. O piloto da McLaren confessou que ainda sente dores, e que o Circuito de Xangai, com curvas longas, não ajuda muito.

### Treino Classificatório
Q1
Assim que a primeira parte do treino - bastante agitada, por sinal - começou, diversos pilotos foram para a pista. Enquanto uns lançaram pneus supermacios logo de cara, outros ainda experimentaram compostos intermediários. E por mais que a escolha pelos pneus de pista seca se mostrasse a mais acertada, uma poça na reta principal traiu Pascal Werhlein ainda nos primeiros quatro minutos, que aquaplanou e acabou batendo no muro. Com o impacto, o alemão da Manor destruiu a roda do carro, causando bandeira vermelha e interrompendo o treino para a retirada do monoposto. Durante a pausa da sessão, em uma cena inusitada, um caminhão vassoura ainda foi à pista na tentativa de "espalhar" a água e reduzir a poça que acabou com a classificação de Werhlein. Quando a bandeira verde foi dada, 20 minutos depois da paralisação, dois acontecimentos chamaram a atenção: um deles foi o fato de Lewis Hamilton não ter conseguido abrir volta rápida. O britânico foi atrapalhado por dois fatores: Max Verstappen, que quase o jogou para fora da pista, e um sistema de recuperação de energia defeituoso que a Mercedes não conseguiu consertar a tempo. O outro foi o avanço da Sauber, que conseguiu colocar os seus dois carros no Q2, feito inédito na temporada.
Q2
Se no Q1 a Sauber conseguiu tirar "leite de pedra", no Q2 a equipe não foi feliz, com Felipe Nasr a 6s312 do melhor tempo, feito por Kimi Raikkonen (1m36s118). Faltou fôlego também para a dupla da McLaren que, conforme a pista secava, ficava mais difícil de acompanhar os rivais. Faltando pouco mais de um minuto para o fim da sessão, a Force India de Nico Hulkenberg perdeu a roda dianteira esquerda e causou a segunda bandeira vermelha do dia. Felipe Massa, que marcaria seu tempo na volta em questão, acabou recolhendo para os boxes e desistindo, já que não havia mais tempo hábil.
Q3
A disputa pela pole se resumiu a nove carros, em vez de dez, já que Hulkenberg não conseguiu retornar com o carro aos boxes após ter perdido a roda, se classificando em décimo para a largada. Kimi Raikkonen foi para a pista e cravou um temporal, dando a sensação de que dificilmente seria superado. Mas lá estava Nico Rosberg e sua "Flecha de Prata" voadora para acabar com o sonho dos italianos e cravar a pole. No embalo, Daniel Ricciardo também foi superior ao finlandês e lhe roubou a segunda colocação no grid. Sebastian Vettel ainda tentou colocar a Ferrari no topo nos últimos segundos válidos, mas acabou errando e sendo preterido para a quarta colocação.

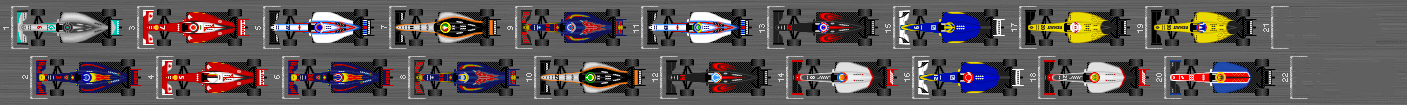
Resultado do treino classificatório

### Corrida
Na largada, Daniel Ricciardo tracionou melhor e tomou a ponta do pole Nico Rosberg. Começando de sexto, Kvyat deixou Bottas para trás, colocou por dentro da dupla da Ferrari e saltou para terceiro. Vettel se assustou com o bote do russo e acabou tocando em Kimi Raikkonen, que perdeu o bico e saiu da pista. Partindo do 10º lugar, Massa escapou das confusões e ganhou três posições, uma delas de Bottas, que espalhou na curva 1. Lá atrás, Nasr, que largara em 16º, ao tentar desviar da Ferrari de Raikkonen acabou sendo acertado por Hamilton, que partia do fim do grid. O bico da Mercedes do inglês se soltou e ficou preso embaixo do carro. Grosjean também se envolveu na confusão. Os quatro precisaram ir para os boxes fazer reparos. Com pneus supermacios, Vettel e Button ultrapassaram Massa, que caiu para nono.  No momento em que Rosberg colocava do lado de Ricciardo para retomar a liderança, o pneu traseiro esquerdo da RBR estourou repentinamente, provavelmente furado por algum dos muitos detritos espalhados na pista em razão da tumultuada primeira volta. O australiano foi para os boxes e retornou em 18º. Com muita sujeita na pista, o carro de segurança precisou ser acionado. Kvyat, Pérez, Bottas, Button, Sainz, Hulkenberg, Ericsson, Vettel, Magnussen e Hamilton aproveitaram a presença do carro de segurança para fazerem seus primeiros pit stops. Irritado com o tráfego, o alemão da Ferrari protagonizou uma cena inusitada, ao passar dois carros na entrada dos boxes. É que seu compatriota Hulk guiava lentamente de propósito, para esperar o companheiro Pérez fazer sua parada. O piloto da Force India foi punido com o acréscimo de 5s no próximo pit stop. Hamilton aproveitou o safety car para parar duas vezes. Uma para colocar e outra para tirar os supermacios, cumprindo a regra de usar os dois tipos de pneus. Sem terem parado nos boxes ainda, Rosberg, Massa, Alonso, Wehrlein e Gutiérrez ocupavam as cinco primeiras posições.
A relargada transcorreu com muitas ultrapassagens, mas sem incidentes. Rosberg manteve a liderança, seguido de Massa. Destaque para Kvyat, que passou Alonso e assumiu a terceira posição. No pelotão de trás, Ricciardo (14º), Raikkonen (17º) e Hamilton (18º) tentavam recuperar o prejuízo. Já Nasr, sem rendimento, ocupava a última colocação. No pelotão intermediário, Vettel abria caminho. Em poucas voltas, o alemão ganhou diversas posições e apareceu em quinto, atrás de Alonso. Mais na frente, Kvyat passou Massa e assumiu a segunda colocação. Vettel deixou Alonso para trás e assumiu o quarto lugar. Fazendo corridas de recuperação, Ricciardo e Hamilton rapidamente entraram no top 10. De pneus supermacios, Vettel (4º) colou em Massa (3º), com compostos macios. Mas o alemão, em vez de tentar a ultrapassagem, preferiu ir para os boxes e fazer seu segundo pit stop, agora para colocar um jogo de pneus macios. Enquanto Rosberg seguia sem parar, Kvyat e Massa foram para os boxes. Sainz e Ricciardo foram outros que fizeram pit stops nessa volta. Com isso, Bottas subiu para segundo, seguido por Hamilton. Nico, enfim, fez seu primeiro pit stop na 21ª volta. O alemão havia construído uma vantagem tão grande que retornou na ponta, sem ser ameaçado. Bottas e Hamilton pararam nos boxes novamente e voltaram em 8º e 14º, respectivamente. Com isso, os primeiros colocados passaram a ser: Rosberg, Kvyat, Vettel, Button, Pérez e Massa. Sem perder tempo, Massa ultrapassou Pérez e Button e pulou para a quarta colocação.
Com estratégias diversas, o troca-troca de posições seguia intenso. Após 30 voltas, o top 10 era composto por Rosberg, Kvyat, Vettel, Massa, Bottas, Ricciardo, Sainz, Raikkonen, Hamilton e Verstappen. Hamilton fez seu quinto pit stop e colocou um jogo de pneus médios para tentar seguir até o fim da corrida se parar novamente. Na volta seguinte, Massa também foi aos boxes. Kvyat (2º) e Vettel (3º) fizerem a terceira parada e retornaram em terceiro e quarto, respectivamente, atrás de Rosberg e Ricciardo. Ao voltar para a pista, o piloto da Ferrari logo passou o russo da RBR e assumiu a terceira colocação. Com imensa folga na liderança, Rosberg fez seu segundo pit stop e ainda voltou com mais de 20s de vantagem sobre Ricciardo. O australiano foi para os boxes na volta seguinte e caiu para 9º. Com isso, a classificação era: Rosberg, Vettel, Kvyat, Verstappen e Massa. Massa teve certa dificuldade para se livrar Verstappen e assumir o quarto lugar. Com isso, permitiu a aproximação de Bottas e Hamilton. Em uma manobra cirúrgica, o inglês tomou a posição do finlandês e partiu para cima do brasileiro. A série de disputas fez Ricciardo se juntar ao grupo. O australiano não perdeu tempo e rapidamente deixou o finlandês para trás. Visando a quarta posição, Hamilton colocava pressão em Massa. O inglês, porém, não contava com a astúcia de Ricciardo, que deu um bote surpresa e subiu para quinto. Embalado, o australiano partiu para cima de Massa e subiu para quarto. Hamilton seguiu pressionando Massa.
Chegou a colocar lado a lado, mas o brasileiro foi bravo, fechou a porta de todas as maneiras e segurou a quinta posição. Novamente sem sucesso na tentativa de passar o piloto da Williams, o inglês acabou sendo surpreendido por Raikkonen.  Contra o finlandês da Ferrari, porém, Massa não conseguiu impor resistência e perdeu o quinto lugar. Hamilton chegou a tentar se aproximar novamente do veterano da Williams, mas não conseguiu rendimento suficiente para tomar a posição. Nas últimas voltas, as brigas ficaram por conta de Bottas com as STR. O finlandês deu uma leve escapada de pista e perdeu o nono lugar para Verstappen. Logo depois, foi superado por Sainz, caindo para décimo.
Lá na frente, tranquilo, Rosberg recebeu a bandeira quadriculada com 37s de vantagem para Vettel. Kvyat completou o pódio, seguido por Ricciardo e Raikkonen. Massa cruzou a linha de chegada em sexto, logo à frente de Hamilton.  Verstappen, Sainz e Bottas fehcaram o top 10. Nasr terminou em 20º.
Essa corrida apresentou um índice 0% de abandonos: Todos os que largaram terminaram a corrida. Isso ocorreu apenas pela terceira vez na história da categoria. As outras duas foram no Grande Prêmio da Holanda de 1961 e no Grande Prêmio da Itália de 2005

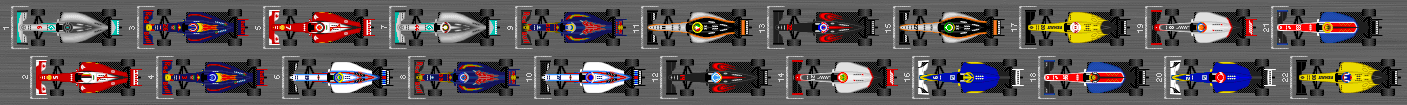
Resultado da corrida

## Pneus
| Nome do composto | Cor | Banda de rolamento | Condições de Tempo | Dry Type                           | Aderência      | Longevidade   |
| ---------------- | --- | ------------------ | ------------------ | ---------------------------------- | -------------- | ------------- |
| Super Macio      |     | Slick (P Zero)     | Seco               | Supersoft                          | Mais aderência | Menos durável |
| Macio            |     | Slick (P Zero)     | Seco               | Soft                               | Médio          | Médio         |
| Medio            |     | Slick (P Zero)     | Seco               | Medium                             | Médio          | Médio         |
| Intermediário    |     | Sulcos (Cinturato) | Molhado            | Intermediate (água não estagnante) | —              | —             |
| Chuva            |     | Sulcos (Cinturato) | Molhado            | Wet (água estagnante)              | —              | —             |

## Resultados

### Treino Classificatório
| Pos.                     | Nº | Piloto            | Construtor           | Q1       | Q2       | Q3       | Grid  |
| ------------------------ | -- | ----------------- | -------------------- | -------- | -------- | -------- | ----- |
| 1                        | 6  | Nico Rosberg      | Mercedes             | 1:37.669 | 1:36.240 | 1:35.402 | 1     |
| 2                        | 3  | Daniel Ricciardo  | Red Bull-TAG Heuer   | 1:37.672 | 1:36.815 | 1:35.917 | 2     |
| 3                        | 7  | Kimi Räikkönen    | Ferrari              | 1:37.347 | 1:36.118 | 1:35.972 | 3     |
| 4                        | 5  | Sebastian Vettel  | Ferrari              | 1:37.001 | 1:36.183 | 1:36.246 | 4     |
| 5                        | 77 | Valtteri Bottas   | Williams-Mercedes    | 1:37.537 | 1:36.831 | 1:36.296 | 5     |
| 6                        | 26 | Daniil Kvyat      | Red Bull-TAG Heuer   | 1:37.719 | 1:36.948 | 1:36.399 | 6     |
| 7                        | 11 | Sergio Pérez      | Force India-Mercedes | 1:38.096 | 1:37.149 | 1:36.865 | 7     |
| 8                        | 55 | Carlos Sainz Jr.  | Toro Rosso-Ferrari   | 1:37.656 | 1:37.204 | 1:36.881 | 8     |
| 9                        | 33 | Max Verstappen    | Toro Rosso-Ferrari   | 1:38.181 | 1:37.265 | 1:37.194 | 9     |
| 10                       | 27 | Nico Hülkenberg   | Force India-Mercedes | 1:38.165 | 1:37.333 | S/Tempo  | 13 2  |
| 11                       | 19 | Felipe Massa      | Williams-Mercedes    | 1:38.016 | 1:37.347 | —        | 10    |
| 12                       | 14 | Fernando Alonso   | McLaren-Honda        | 1:38.451 | 1:38.826 | —        | 11    |
| 13                       | 22 | Jenson Button     | McLaren-Honda        | 1:37.593 | 1:39.093 | —        | 12    |
| 14                       | 8  | Romain Grosjean   | Haas-Ferrari         | 1:38.425 | 1:39.830 | —        | 14    |
| 15                       | 9  | Marcus Ericsson   | Sauber-Ferrari       | 1:38.321 | 1:40.742 | —        | 15    |
| 16                       | 12 | Felipe Nasr       | Sauber-Ferrari       | 1:38.654 | 1:42.430 | —        | 16    |
| 17                       | 20 | Kevin Magnussen   | Renault              | 1:38.673 | —        | —        | 17    |
| 18                       | 21 | Esteban Gutierrez | Haas-Ferrari         | 1:38.770 | —        | —        | 18    |
| 19                       | 30 | Jolyon Palmer     | Renault              | 1:39.528 | —        | —        | 19    |
| 20                       | 88 | Rio Haryanto      | MRT-Mercedes         | 1:40.264 | —        | —        | 20    |
| Tempo dos 107%: 1:42.080 |    |                   |                      |          |          |          |       |
| NQ                       | 94 | Pascal Wehrlein   | MRT-Mercedes         | S/Tempo  | —        | —        | 21 3  |
| NQ                       | 44 | Lewis Hamilton    | Mercedes             | S/Tempo  | —        | —        | 22 13 |
| Fonte:                   |    |                   |                      |          |          |          |       |

Notas
↑1  - Lewis Hamilton (Mercedes) perdera cinco posições no grid por troca de câmbio.
↑2  - Nico Hülkenberg (Force India) perdera três posições no grid por ter uma roda solta.
↑3  - Lewis Hamilton (Mercedes) e Pascal Wehrlein (MRT) não obtiveram tempo de volta no Q1, porém foram autorizados a largarem.

### Corrida
| Pos.   | Nu. | Piloto            | Construtor           | Voltas | Tempo/Retirado | Grid | Pontos |
| ------ | --- | ----------------- | -------------------- | ------ | -------------- | ---- | ------ |
| 1      | 6   | Nico Rosberg      | Mercedes             | 56     | 1:38.53.891    | 1    | 25     |
| 2      | 5   | Sebastian Vettel  | Ferrari              | 56     | +37.776        | 4    | 18     |
| 3      | 26  | Daniil Kvyat      | Red Bull-TAG Heuer   | 56     | +46.936        | 6    | 15     |
| 4      | 3   | Daniel Ricciardo  | Red Bull-TAG Heuer   | 56     | +52.688        | 2    | 12     |
| 5      | 7   | Kimi Raikkonen    | Ferrari              | 56     | +1:05.872      | 3    | 10     |
| 6      | 19  | Felipe Massa      | Williams-Mercedes    | 56     | +1:15.511      | 10   | 8      |
| 7      | 44  | Lewis Hamilton    | Mercedes             | 56     | +1:18.230      | 22   | 6      |
| 8      | 33  | Max Verstappen    | Toro Rosso-Ferrari   | 56     | +1:19.268      | 9    | 4      |
| 9      | 55  | Carlos Sainz Jr.  | Toro Rosso-Ferrari   | 56     | +1:24.127      | 8    | 2      |
| 10     | 77  | Valtteri Bottas   | Williams-Mercedes    | 56     | +1:26.192      | 5    | 1      |
| 11     | 11  | Sergio Perez      | Force India-Mercedes | 56     | +1:34.283      | 7    |        |
| 12     | 14  | Fernando Alonso   | McLaren-Honda        | 56     | +1:37.253      | 11   |        |
| 13     | 22  | Jenson Button     | McLaren-Honda        | 56     | +1:41.990      | 12   |        |
| 14     | 21  | Esteban Gutierrez | Haas-Ferrari         | 55     | +1 volta       | 18   |        |
| 15     | 27  | Nico Hulkenberg   | Force India-Mercedes | 55     | +1 volta       | 13   |        |
| 16     | 9   | Marcus Ericsson   | Sauber-Ferrari       | 55     | +1 volta       | 15   |        |
| 17     | 20  | Kevin Magnussen   | Renault              | 55     | +1 volta       | 17   |        |
| 18     | 94  | Pascal Wehrlein   | MRT-Mercedes         | 55     | +1 volta       | 21   |        |
| 19     | 8   | Romain Grosjean   | Haas-Ferrari         | 55     | +1 volta       | 14   |        |
| 20     | 12  | Felipe Nasr       | Sauber-Ferrari       | 55     | +1 volta       | 16   |        |
| 21     | 88  | Rio Haryanto      | MRT-Mercedes         | 55     | +1 volta       | 20   |        |
| 22     | 30  | Jolyon Palmer     | Renault              | 55     | +1 volta       | 19   |        |
| Fonte: |     |                   |                      |        |                |      |        |

## Tabela do campeonato após a corrida
Somente as cinco primeiras posições estão incluídas nas tabelas.
| Pos | Piloto           | Pontos | Var |
| --- | ---------------- | ------ | --- |
| 1   | Nico Rosberg     | 75     | 0   |
| 2   | Lewis Hamilton   | 39     | 0   |
| 3   | Daniel Ricciardo | 36     | 0   |
| 4   | Sebastian Vettel | 33     | 2   |
| 5   | Kimi Raikkonen   | 28     | 1   |

| Pos | Construtor         | Pontos | Var |
| --- | ------------------ | ------ | --- |
| 1   | Mercedes           | 114    | 0   |
| 2   | Ferrari            | 61     | 0   |
| 3   | Red Bull-TAG Heuer | 57     | 0   |
| 4   | Williams-Mercedes  | 29     | 0   |
| 5   | Haas-Ferrari       | 18     | 0   |